# Ogród Zoologiczny w Bydgoszczy
Ogród Zoologiczny w Bydgoszczy dawniej Ogród Fauny Polskiej – ogród zoologiczny wyspecjalizowany zwłaszcza w hodowli zwierząt krajowych. Godłem Zoo jest bocian biały na zielonym tle.

## Lokalizacja
Ogród Fauny Polskiej znajduje się w północnej części Bydgoszczy, przy ulicy Gdańskiej 173/175. Zajmuje obszar ponad 17 ha, w centralnej części Leśnego Parku Kultury i Wypoczynku.

## Historia
Decyzję o budowie ogrodu zoologicznego w Bydgoszczy podjęto 26 lutego 1976 r. na posiedzeniu Społecznej Rady Leśnego Parku Kultury i Wypoczynku w bydgoskim Myślęcinku. Ustalono jego lokalizację na wydzielonym obszarze o powierzchni 12 ha i nazwę: Ogród Fauny Polskiej. Budowa została ukończona 19 lipca 1978 roku. W ogrodzie początkowo eksponowano wyłącznie gatunki ptaków i ssaków, m.in. jelenie, sarny, dziki, koniki polskie, gołębie, bażanty. Wszystkie zwierzęta otrzymano w darze od innych ogrodów zoologicznych w Polsce. Do końca 1978 Ogród posiadał 124 okazy reprezentujące 40 gatunków. W 1984 r. sprowadzono niedźwiedzie brunatne, 1986 r. – rysie i żbiki. W 1994 roku w Ogrodzie Fauny otwarto Mini Zoo, przeznaczone dla dzieci. Przedstawiane tu gatunki to popularne zwierzęta udomowione, jak kaczki, króliki, kozy domowe, owce wrzosówki, czy gołębie. Zamysłem twórców Mini Zoo był bezpośredni kontakt zwiedzającego ze zwierzęciem.
W 1998 r. ogród powiększył swoje tereny o 2 hektary, na których powstał wybieg dla jeleniowatych. W 2001 r. pozyskano kozice. Z kolei w 2004 r., powstał dział „Skrawek świata”, gdzie prezentowane są gatunki zwierząt ze wszystkich kontynentów. Pojawiło się wówczas kilkanaście gatunków egzotycznych - m.in.:
- z Afryki – zebry równikowe, strusie,
- z Australii – emu, kangury, łabędź czarny,
- z Ameryki Północnej – szop pracz i norka amerykańska,
- z Ameryki Południowej – nandu szare, wikunia, koszatniczki, szynszyla mała,
- z Japonii – małpy, makak japoński.

W 2005 r. powstało Mini-terrarium, gdzie eksponowano płazy i gady. W 2012 r. dofinansowanie z funduszy europejskich otrzymał projekt budowy pawilonu akwarium i terrarium w obrębie Ogrodu Fauny Polskiej (koszt 6,5 mln zł). Obiekt otwarto 9 listopada 2014 roku. Znajdują się w nim m.in.::
- Wisłarium z panoramicznymi akwariami prezentujące krajowe gatunki ryb, gadów i płazów występujących w polskich rzekach, zwłaszcza w Wiśle;
- terrarium dla płazów i gadów krajowych;
- terraria dla gadów występujących w różnych środowiskach: pustynnym, lasów tropikalnych, z żółwiami, bezkręgowcami, ekspozycje gryzoni i ssaków owadożernych;
- motylarnia z wolno żyjącymi motylami egzotycznymi;
- ul z żywym rojem pszczelim, umożliwiającym jego obserwację.

8 września 2014 r. do Bydgoszczy został przywieziony tygrys amurski z Zoo w Emmen.
W 2018 ogłoszono przetarg na zaprojektowanie i budowę w pobliżu polany Różopole kompleksu biegunarium, w którym zamieszkają foki, pingwiny, niedźwiedzie i lisy polarne, rosomaki, renifery i woły piżmowe. Realizacja inwestycji o pow. 13 tys. m kw. trwać ma 2 lata i pochłonąć ok. 10 mln zł.

## Charakterystyka
Zoo w bydgoskim Myślęcinku zamieszkuje ponad 700 okazów ze 130 gatunków kręgowców, a wśród nich 70 podlegających całkowitej ochronie. Znajdują się tu przedstawiciele czterech gromad: ssaków, ptaków, gadów i płazów.
Zwierzęta prezentowane na dużych wybiegach to przedstawiciele ssaków kopytnych: jelenie, sarny, muflony, daniele, żubry, dziki, łosie, kozice oraz ssaki drapieżne – wilk szary i niedźwiedź brunatny. W wolierach można zobaczyć przedstawicieli mniejszych ssaków drapieżnych, jak: ryś, żbik, jenot, tchórz, kuna czy borsuk.
Najbogatszym działem Ogrodu jest dział ptaków, liczący 60 gatunków. Prezentowana jest liczna kolekcja ptaków drapieżnych – orzeł bielik, orlik stepowy, sęp płowy, jastrząb, kania ruda, myszołów, błotniak, sokół wędrowny, pustułka, raróg górski. W kolekcji sów polskich znajdują się m.in. puchacz, sowa śnieżna, puszczyki, płomykówki, sowy uszate, syczki. W kolekcji są również ptaki krukowate i wróblowate z terenów Polski oraz bażanty, kuropatwy, pawie. Z ptaków wodnych w wolierach zobaczyć można ohary, rożeńce, hełmiatki, krakwy, płaskonosy, świstuny, cyranki, głowienki, czernice, podgorzałki, gągoły, nurogęsi. Na stawie wewnątrz Ogrodu zaobserwować można różne gatunki kaczek, gęsi, łabędzie, łyski, mewy, bociany białe, bernikle, czaple siwe.
Wybiegi i woliery dla zwierząt usytuowane są wzdłuż dwóch tras spacerowych, tworzących dwa okręgi - duży i mały. Obie trasy są rozdzielone sztucznym stawem z wyspą zasiedloną przez liczne gatunki ptaków.
Ogród Zoologiczny współpracuje z uniwersytetami bydgoskimi (PBŚ i UKW), poznańskim i warmińsko-mazurskim. Przeprowadza się tu lekcje przyrody dla dzieci i młodzieży, m.in. z udziałem Kujawsko-Pomorskiego Centrum Edukacji Ekologicznej.

### Dziecięcy Ogród Zoologiczny
Dziecięcy Ogród Zoologiczny („Mini Zoo”) zajmuje centralną część Ogrodu Fauny Polskiej. Zorganizowano go w obrębie tzw. małego okręgu, między dwoma alejami spacerowymi. Bezpieczeństwu dzieci podporządkowano zagospodarowanie i dobór zwierząt, dlatego eksponowane są tu tylko zwierzęta, które nie stanowią jakiegokolwiek zagrożenia dla zwiedzających - żółwie (błotne, wodne i stepowe), ptaki – różne rasy kur, kaczki, gęsi, perliczki, ozdobne rasy gołębi, pawie, a ze ssaków – karłowate odmiany kóz domowych, owce wrzosówki, młode świnie domowe, świnki morskie, osioł i kuc szetlandzki oraz okresowo młode dziki i sarny.

### Terrarium
W obrębie ogrodu znajduje się szereg gatunków gadów i płazów, zarówno rodzimych, jak i pochodzących z całego świata. Są to m.in. agama brodata, gekon tygrysi, lancetogłów mleczny, legwan zielony, pyton królewski, żółw czerwonolicy, afrykańska żaba olbrzymia, ropucha olbrzymia. Z polskich gadów i płazów pokazywane są m.in.: wąż Eskulapa, zaskroniec zwyczajny, jaszczurka zwinka, rzekotka drzewna, ropucha szara i zielona, salamandra plamista, traszka górska, kumaki, żaby, żółw błotny.